# Winter Cup
La Winter Cup è stata una competizione calcettistica italiana, organizzata tra il 2013 e il 2017 dalla Divisione Calcio a 5 per compensare l'esiguo numero di gare del campionato di Serie A. Dalla stagione 2017-18 la manifestazione è stata sostituita dalla Coppa della Divisione, una Coppa di Lega a cui partecipano tutte le società iscritte ai campionati di Serie A, Serie A2 e Serie B.

## Storia
L'istituzione della Winter Cup è stata fortemente criticata dalle società sia per l'infelice collocazione all'interno della stagione sia per la formula, considerata troppo macchinosa; le perplessità maggiori riguardavano tuttavia lo scarso fascino di un trofeo privo di tradizione. L'ultima edizione è stata disputata nella stagione 2016-17 e ha visto l'affermazione dell'Acqua e Sapone.

## Formula
In seguito alle numerose critiche ricevute , nella seconda edizione la Divisione Calcio a 5 ha rivoluzionato la formula della manifestazione, snellendo il meccanismo di qualificazione alle fasi successive e dimezzando il numero complessivo di partite. Inoltre, dalla stagione seguente è stato rivisto anche il numero delle società partecipanti, condensando il torneo in una final four a eliminazione diretta, disputata in sede unica. Alla ricerca di una identità definita, nella edizione 2016-17 l'organico è tornato ad allargarsi a tutte le società di Serie A, proponendo un'inedita fase preliminare articolata in triangolari.

## Le squadre
Alla Winter Cup erano iscritte d'ufficio tutte le squadre del massimo campionato nazionale, eccetto nell'edizione 2015-16 quando la partecipazione fu limitata alle società classificatesi nei primi quattro posti al termine del girone di andata. Sono 15 le squadre ad aver preso parte alle 4 edizioni di Winter Cup che sono state disputati a partire dal 2013-2014 fino alla stagione 2016-2017:
- 4 volte: Pescara, Real Rieti
- 3 volte: Acqua e Sapone, Kaos, Lazio, Luparense, Napoli
- 2 volte: Asti, Cogianco, Latina
- 1 volta: CAME Treviso, Fabrizio, Imola, Isola, Marca, LCF Martina, Montesilvano, Sestu

## Albo d'oro
| Edizione       | Vincitore | Vincitore                | Finalista           | Dettagli finale               | Dettagli finale  | Dettagli finale                      |
| Edizione       | Ritratto  | Squadra                  | Finalista           | Luogo                         | Data             | Risultato                            |
| -------------- | --------- | ------------------------ | ------------------- | ----------------------------- | ---------------- | ------------------------------------ |
| 2013-2014 (1ª) |           | Asti (1º titolo)         | Real Rieti          | Bassano PalaInfoplus          | 30 marzo 2014    | Asti - Real Rieti 4-1                |
| 2014-2015 (2ª) |           | Asti (2º titolo)         | Pescara             | Asti Pala San Quirico         | 25 gennaio 2015  | Pescara - Asti 2-3 (dcr)             |
| 2015-2016 (3ª) |           | Real Rieti (1º titolo)   | Carlisport Cogianco | Rieti PalaMalfatti            | 23 dicembre 2015 | Real Rieti - Carlisport Cogianco 7-1 |
| 2016-2017 (4ª) |           | Acqua&Sapone (1º titolo) | Pescara             | Cercola Centro Federale FIPAV | 8 febbraio 2017  | Acqua&Sapone-Pescara 5-3             |

## Marcatori

### Vincitori della classifica marcatori
Di seguito viene riportata, in ordine cronologico, la sequenza dei giocatori che hanno vinto la classifica dei marcatori della Winter Cup:
| Stagione  | Nazione                                                                         | Giocatore                                             | Squadra                        | Reti |
| --------- | ------------------------------------------------------------------------------- | ----------------------------------------------------- | ------------------------------ | ---- |
| 2013-2014 | Italia (bandiera)                                                               | Júlio De Oliveira                                     | Asti                           | 15   |
| 2014-2015 | Argentina (bandiera)                                                            | Cristian Borruto                                      | Acqua e Sapone                 | 7    |
| 2015-2016 | Spagna (bandiera) · Spagna (bandiera) · Brasile (bandiera) · Brasile (bandiera) | Héctor Albadalejo Saúl Olmo Waltinho Márcio Zanchetta | Real Rieti Cogianco Real Rieti | 3    |
| 2016-2017 | Argentina (bandiera)                                                            | Leandro Cuzzolino                                     | Pescara                        | 7    |

### Assoluti
Primi 10 giocatori per numero di reti assolute in Winter Cup:
- 20 reti: Júlio De Oliveira
- 16 reti: Rogério
- 15 reti: Cristian Borruto
- 14 reti: Alessandro Patias
- 10 reti: Mauro Canal
- 9 reti: Murilo Ferreira
- 8 reti: Leandro Cuzzolino, Gabriel Lima, Tuli
- 7 reti: Adriano Foglia, Kaká, Alcides Pereira, Waltinho, Márcio Zanchetta